# Polyptyque de Pietralunga
 (janvier 2022).
Le Polyptyque de Pietralunga est une peinture religieuse du peintre gothique  Ottaviano Nelli, terminée le 5 mai 1403. 

## Histoire
Le polyptyque a été réalisé par le peintre Ottaviano Nelli sur commande des héritiers d'un certain  Pietro Corsutio pour la paix de son âme, pour l'église Sant'Agostino de Pietralunga. 
L'œuvre fut restaurée une seule fois en 1954 par G. Mancini.  À cette date elle a été prélevée de Pietralunga par la Soprintendenza ai Monumenti dell'Umbria et remise à la Galerie nationale de l'Ombrie de Pérouse où elle est encore conservée. 
Néanmoins l'année suivante, une copie du polyptyque a été réalisée et remise à la collectivité de Pietralunga pour être conservée au presbytère de l'église principale Santa Maria.

## Description
L'œuvre, une tempera sur bois de 143 × 221 cm est composée de cinq grands  panneaux en bois à fond doré surmontés de pinacles, deux plus étroits terminent le polyptyque sur les bords. 
Le panneau central  comporte la Vierge assise tenant l'Enfant dans ses bras, un bouquet de lys blancs dans sa main droite, et dans les panneaux latéraux sont représentés à droite saint Paul,  à gauche  saint Augustin évêque, sur les deux extrêmes,  à droite sainte Catherine d'Alexandrie et à gauche, saint Antoine abbé. Les panneaux plus étroits des extrémités comportent chacun trois figures des saints superposés.
Dans le quadrilobe, placé au-dessus de la tête de la Vierge, est représentée une Sainte Trinité tricéphale et, dans les latéraux, des séraphins avec leurs ailes pourpres.
Dans la prédelle, en caractères gothiques noirs sur fond doré, est écrit le texte suivant : « HOC [opu]S FECERU[n]T FIERI HERED[es] [Pet]RI CORSUTII PRO ANIMA / D[i]C[t]I PETRI A[nno] D[omi]NI M.CCCC.III V ME[n]SIS / MADII P[inxit] MANUS O[c]TAVIA[ni] DE EUGUBIO. DEO GRA[t]IAS / AM[en] ». 
Dont la signification littérale est la suivante : « Cette œuvre a été commandée par les héritiers de Pietro Corsutio, pour le salut de son âme et réalisée le 5 mai 1403 par la main d'Ottaviano da Gubbio, grâce à Dieu, Ainsi soit-il ».  
Cet écrit constitue par lui-même une preuve de l'authenticité de l'œuvre.